# Ascaridole
L'ascaridole est un composé organique naturel classé parmi les monoterpénoïdes bicycliques, et qui possède un groupe fonctionnel peroxyde de pontage inhabituel.

L'ascaridole détermine la saveur spécifique de l'arbre chilien boldo et est un constituant majeur de l'huile de thé mexicain (parfois appelé épazote). C'est un composant de la médecine naturelle, des boissons toniques et des arômes alimentaires dans la cuisine latino-américaine. Constituant de l'huile de thé mexicain, l'ascaridole est utilisé comme anthelminthique qui expulse les vers parasites des plantes, des animaux domestiques et du corps humain.

## Propriétés
L'ascaridole est un liquide incolore qui est soluble dans la plupart des solvants organiques. Il est toxique et a une odeur et un goût piquants et désagréables. Comme les autres peroxydes organiques purs de faible poids moléculaire, il est instable et sujet à l'explosion lorsqu'il est chauffé à une température supérieure à 130 °C ou traité avec des acides organiques. Lorsqu'il est chauffé, il émet des fumées toxiques et éventuellement cancérigènes,. Ascaridole (peroxyde organique) est interdit de transport aux États-Unis d'Amérique, comme indiqué dans le US Department of Transportation Hazardous Materials Table 49 CFR 172.101.    